# TED (конференција)
ТЕД (енгл. Technology, Entertainmet, Design, срп. Технологија, забава, дизајн) је глобални скуп конференција у власништву приватне непрофитне фондације „Sapling Foundation“. Слоган ових конференција је „Идеје вредне ширења“. Од 2014. године, главна ТЕД конференција одржава се једном годишње у Ванкуверу (Британска Колумбија).

## Настанак
Идеја потиче из 1984. године, када је одржана прва конференција на којој је представљена демо верзија Сони компакт-диска и једна од првих демострација Макинтош рачунара. Требало је да прође 6 година да се успостави континуитет у организовању ТЕД догађаја. Почев од 1990. године, ТЕД конференције се организују сваке године. Места која су била домаћини ових конференција мењала су се. Монтереј у Калифорнији, био је 9 година домаћин, затим се годишња конференција преселила у Лонг Бич, да би од 2014. године Ванкувер у Британској Колумбији постао место годишње конференције.

## Концепција
Говорници имају максимално 18 минута да на најиновативнији и најзанимљивији начин презентују своје идеје. Неки од говорника били су Џејми Оливер, Бил Гејтс, Стивен Хокинг, Стинг, Боно Вокс. Говорници не морају бити познате личности. Основни критеријум је да имају идеју вредну ширења и да говоре о њој на занимљив начин. Видео снимци говора једном недељно постављају се на сајт TEDTalks. Сви ТЕД говори отворени су за гледање. До сада су говори преведени на 90 језика.

## 
Од 2009. године, ТЕД издаје лиценце трећим лицима за организовање догађаја по узору на ТЕД конференцију. Постоји више врста ТЕД догађаја. Основни је TEDx, затим TEDxYouth програм намењен младима, TEDxKids намењен деци, TEDx-ED који се тиче образовања и корпоративне TEDx конференције. У Србији се од 2010. године одржавају ТЕД конференције. Организоване су у Београду, Новом Саду, Нишу, а организована је и конференција намењена младима.